# UFC 30
UFC 30: Battle on the Boardwalk foi um evento de artes marciais mistas promovido pelo Ultimate Fighting Championship, ocorrido em 23 de fevereiro de 2001 no Hard Rock Hotel & Casino Atlantic City em Atlantic City, New Jersey. O evento foi transmitido ao vivo no pay per view e depois vendido para home video.

## Background
O card teve como atrações a luta pelo Cinturão Meio Pesado do UFC entre Tito Ortiz e Evan Tanner, e pelo Cinturão Peso Galo do UFC entre Jens Pulver e Caol Uno. Após o UFC 31, a categoria Peso Galo foi renomeada "Peso Leve" sobre a nova Unificação das Regras, definida pela Comissão Atlética do Estado de Nevada. Os lutadores peso galo só apareceram novamente no UFC na migração UFC-WEC em 2011. O evento contou com a primeira aparição no UFC de Phil Baroni, Sean Sherk e Elvis Sinosic.
UFC 30 marcou marcou uma nova época para o UFC, já que foi o primeiro evento do UFC realizado pelos novos compradores, Zuffa LLC. Dirigido pelos donos da Station Casinos Frank e Lorenzo Fertitta, e gerenciado por Dana White, a Zuffa comprou o UFC em Janeiro de 2001 dos antigos donos da SEG, que estavam à beira da falência.
Uma mudança notável instituída pela Zuffa foi permitir que os lutadores escolhessem suas próprias músicas de entrada em vez do tema padrão do UFC, mas esse mudança não foi implementada no UFC 30.

## Resultados
Nota 1 Pelo Cinturão Meio Pesado do UFC.

Nota 2 Pelo Cinturão Peso Leve do UFC.

Nota 3 Inicialmente vitória de Hoffman. Porém, o mesmo testou positivo para substâncias ilegais no exame antidoping, alterando o resultado da luta para Sem Resultado.

## Ligações Externas
- Resultados de eventos do UFC no Sherdog.com (em inglês)
- Página oficial do UFC (em inglês)

1. ↑  Nota 1
2. ↑  Nota 2
3. ↑  Nota 3